# Psephellus caucasicus
Psephellus caucasicus là một loài thực vật có hoa trong họ Cúc. Loài này được (Sosn.) Greuter mô tả khoa học đầu tiên năm 2005.